# 豊留悦男
豊留 悦男（とよどめ えつお、1950年（昭和25年）6月17日 - ）は、日本の政治家、教員。元鹿児島県指宿市長（3期）。

## 来歴
1963年に指宿市立柳田小学校、1966年に指宿市立北指宿中学校、1969年に鹿児島県立甲南高等学校をそれぞれ卒業。1973年3月、鹿児島大学教育学部卒業後。同年4月、鹿児島県の教職員となる。喜入町立瀬々串小学校教頭（1996年就任）、出水市立米ノ津東小学校校長（2002年就任）、指宿市教育委員会学校教育課長（2005年就任）、鹿児島市立大龍小学校校長（2009年就任）などを歴任。

### 指宿市長に初当選
2010年（平成22年）2月7日に行われた指宿市長選挙に無所属で出馬。田原迫要市長の応援を受けた元県議の松元一広、元市議の東伸行、社会福祉法人理事長の徳永勝憲ら3候補との争いを制し初当選を果たす（豊留：10,088票、松元：7,316票、東：6,544票、徳永：3,858票）。投票率は75.60％。2月12日、第2代市長に就任。
2014年（平成26年）2月2日に行われた市長選挙で元市議の下柳田賢次を破り再選（豊留：13,974票、下柳田：10,992票）。投票率は69.79％。引き続き市長に就任（第3代）。
2018年（平成30年）2月4日投開票の市長選挙で元市議の下柳田賢次を破り3選。投票率は66.88％。引き続き市長に就任（第4代）。
2022年（令和4年）2月6日の市長選挙で元衆議院議員の打越明司に敗れ落選。

## 市政
- 2019年（令和元年）10月、LGBTなどの当事者や支援者でつくる指宿市の団体「レインボーポート向日葵（ひまわり）」は、同性カップルが婚姻と同等の扱いを受けられる「パートナーシップ宣誓制度」の導入を求める要望書を同市と鹿児島市に提出。これを受けて豊留は2020年（令和2年）9月1日、同制度を2021年（令和3年）4月に導入すると発表した[6]。予定通り2021年（令和3年）4月1日に導入された[7]。